# Yulia Koltunova
Yulia Nikolayevna Koltunova (en russe : Юлия Николаевна Колтунова, née le 4 mai 1989 à Volgograd) est une plongeuse russe.

## Biographie
Elle est médaillée d'argent du plongeon à 10 mètres synchronisé aux Jeux olympiques d'été de 2004 et aux Championnats d'Europe de natation 2006 avec Natalia Gontcharova. Aux Championnats d'Europe de plongeon 2009, elle est médaillée d'or au plongeon individuel à 10 m et au plongeon synchronisé à 10 m avec Natalia Gontcharova. Elle remporte le bronze en plongeon à 10 mètres et l'argent par équipes aux Championnats d'Europe de natation 2010.
Aux Championnats d'Europe de plongeon 2011, elle est médaillée d'or par équipe ainsi qu'en plongeon synchronisé à 10 mètres avec Daria Govor et médaillée d'argent en plongeon individuel à 10 m.
Aux Championnats d'Europe de plongeon 2013, elle remporte la médaille d'or du plongeon synchronisé à 10 m avec Natalia Goncharova, la médaille d'argent du plongeon individuel à 10 m et la médaille de bronze par équipe.